# Marcón (Pontevedra)
San Miguel de Marcón est une paroisse civile de la commune de Pontevedra, en Espagne. Selon le recensement municipal (INE) de 2020 elle comptait 2027 habitants.

## Localisation
La paroisse est située au pied du mont A Fracha (545 m). Elle borde les paroisses civiles de Canicouva, Tomeza, Bora, Mourente et Tourón. Marcón est traversé par la rivière Pintos, un affluent de la rivière Gafos.
Les lieux-dit sont: Albeiro, A Barcia, A Cardosa, Carracido, A Ermida, Marcón, Pazos, Peralba, Pintos, Ría de Abaixo, Ría de Arriba, Valadares e Vilafranca.
À l'époque, elle appartenait à l'ancienne commune de Mourente.

## Patrimoine
Son église paroissiale (du XXe siècle, qui mêle les styles roman et gothique), le presbytère et le pont O Couto sont les exemples les plus marquants de son patrimoine monumental. Il y a aussi une source d'eaux médicinales, la Fonte dos Bañiños.

## Sport
L'équipe de football Marcón Atlético joue sur le terrain de football du Carrasco et la course de rallye Subida Cidade de Pontevedra traverse la paroisse et se termine à la zone industrielle O Campiño.

## Fêtes
La paroisse célèbre les festivités de San Miguel les 29 et 30 septembre et le 1er octobre.

## Galerie d'images

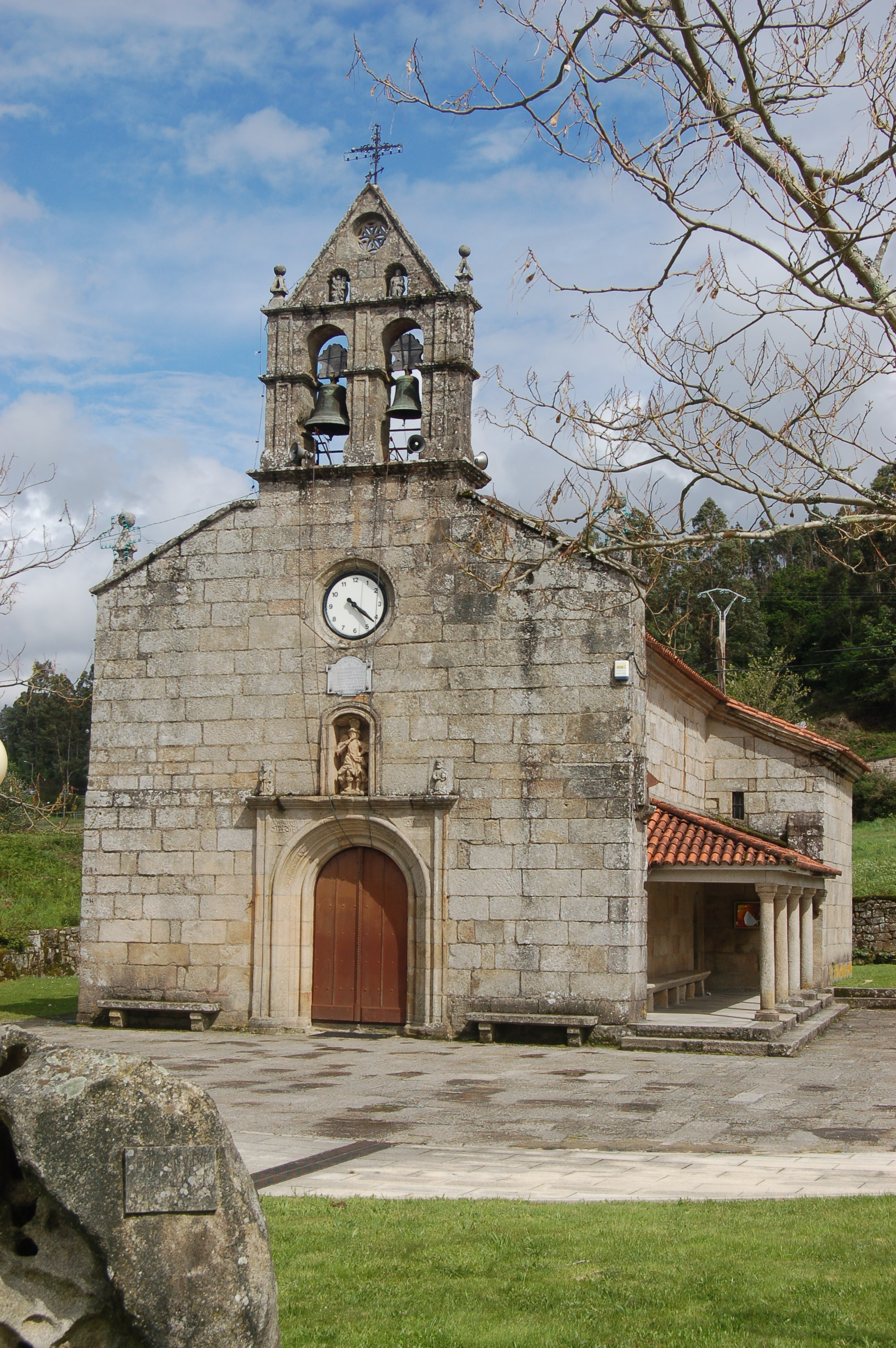
Chapelle Saint-Michel.
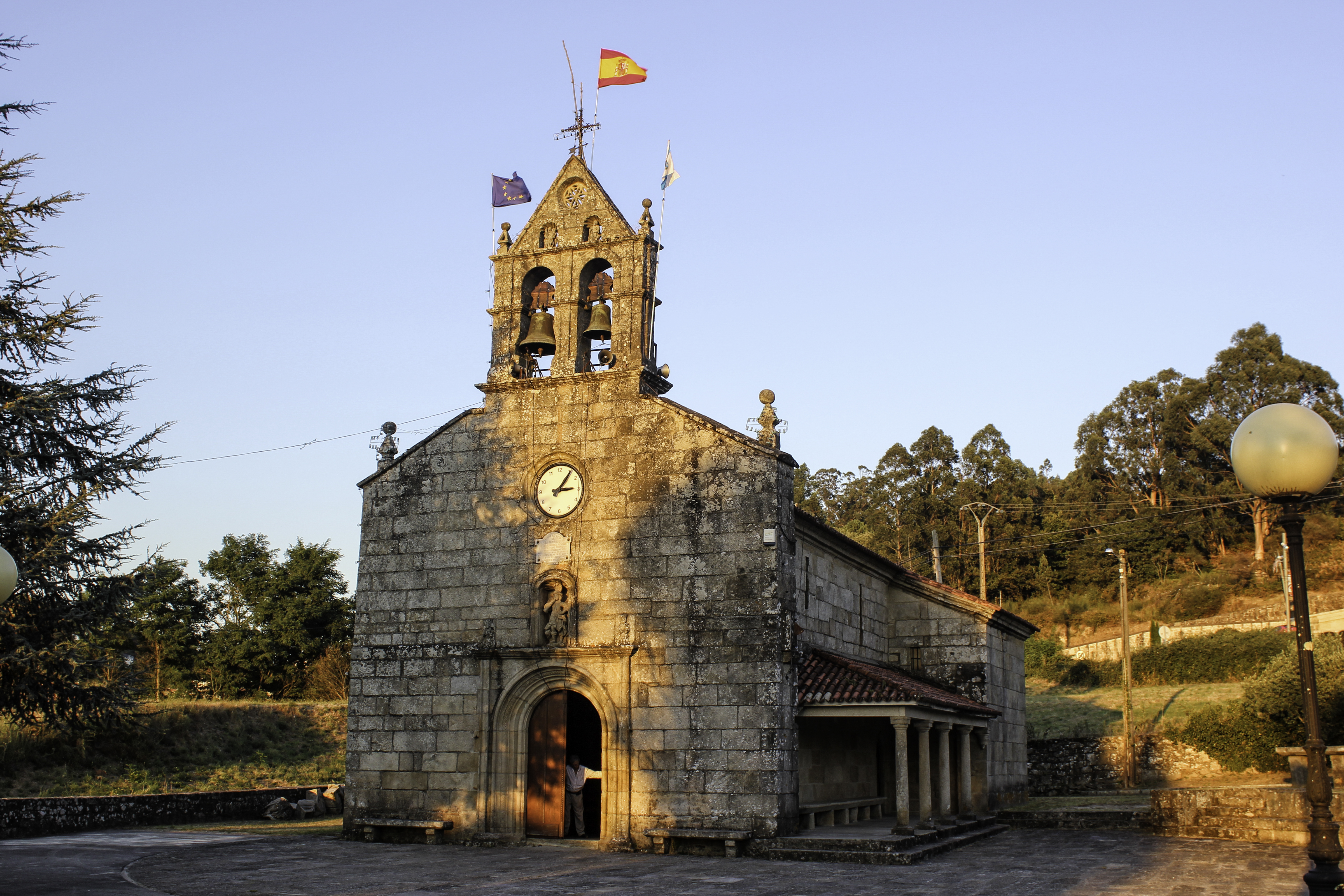
Chapelle de Marcón.